# Tommy & Marco
Tommy e Marco sono stati un duo musicale italiano.

## Storia
Il duo, composto da Tommaso "Tommy" Battistoni (Roma, 19 marzo 1954) e Marco Perfetto (Roma, 26 novembre 1953), è stato attivo negli anni settanta.
Tommy e Marco iniziano la loro attività artistica nel 1973 al Folkstudio di Giancarlo Cesaroni. Sono parte della seconda generazione dei cantautori della cosiddetta scuola romana. Due voci particolarmente "liquide", due chitarre, una sei, una dodici corde, un'armonica a bocca. La loro musica coniuga testi di ispirazione intimista e riferimenti all'attualità e alle tematiche sociali.
Sino al 1977 sono nel cast del locale romano e si esibiscono frequentemente con Mimmo Locasciulli, Stefano Rosso, Corrado Sannucci, Francesco De Gregori.
Nel 1976 registrano alcune canzoni per un album collettivo, un progetto per l'etichetta omonima del Folkstudio, insieme al Grosso Autunno e a Corrado Sannucci, album che non verrà però mai pubblicato (le registrazioni sono tuttora conservate presso la Discoteca di Stato).
È del 1977 l'incontro con Gianni Boncompagni che li produce per l'etichetta di sua proprietà, la Bus, distribuita dalla CGD: l'album, Piccolissimo, è arrangiato dal maestro Paolo Ormi. Il disco riceve critiche lusinghiere dalla stampa specializzata.
Purtroppo Boncompagni rescinderà di lì a poco il contratto di distribuzione con la CGD, che ritirerà dal mercato tutti i dischi della Bus.
Tommy e Marco continueranno l'attività come duo sino alla metà degli anni ottanta.
Marco Perfetto è rimasto nell'ambiente musicale, dapprima come socio di uno studio di registrazione a Roma, e poi dedicandosi all'attività di compositore per sigle e per documentari.

## Discografia
- 1977 - Piccolissimo (CBS, BUS 82005)

## Curiosità
- Sulla copertina e sull'etichetta di Piccolissimo il cognome di Marco è sempre riportato, per errore, come Perfetti.